# بررسی حسابداری
بررسی حسابداری (انگلیسی: The Accounting Review) یک ژورنال دانشگاهی دو ماهنامه و داوری همتا است که بوسیلهٔ انجمن حسابداری آمریکا منتشر می‌شود و به‌طور گستردهٔ موضوعات مرتبط با حسابداری و تمامی روش شناسی پژوهشی در آن حوزه را شامل می‌شود.